# Osnabrücker Bergrennen

Übersichtskarte der Strecke (Stand 2023)

Das Internationale Osnabrücker ADAC Bergrennen ist eine Bergrennveranstaltung, die alljährlich am Uphöfer Berg in Borgloh, einem Ortsteil von Hilter am Teutoburger Wald im südlichen Landkreis Osnabrück stattfindet. Nach dem Austragungsort ist es umgangssprachlich auch als Borgloher Bergrennen bekannt.
Das Bergrennen wurde vom 4. bis 6. August 2017 zum 50. Mal ausgetragen. Es ist zurzeit das einzige Bergrennen Niedersachsens, seine Bergrennstrecke ist die zurzeit am weitesten nördlich gelegene in Deutschland. Bezogen auf die Europa-Bergmeisterschaft ist es die nördlichste in Europa.
Die temporäre, seit 1968 nahezu unveränderte Strecke am Uphöfer Berg hat eine Länge von 2,03 Kilometern und eine durchschnittliche Steigung von etwa 3,6 bis 3,7 Prozent (die durchschnittliche Steigung zwischen dem niedrigsten Punkt und dem höchsten Punkt (Ziel) der Strecke beträgt etwa 3,8 Prozent). Die Streckenbestzeit liegt seit 2022 bei unter 50 Sekunden.
Das Rennen wird unter der Aufsicht des Motorsport-Clubs (MSC) Osnabrück ausgetragen und ist Teil der Deutschen Bergmeisterschaft für Renn- und Tourenwagen, des DMSB-Bergpokals für Renn- und Tourenwagen, des KW Berg Cups, des NSU-Bergpokals, des Sportwagen Bergcups, des Classic-Berg-Cups, der ADAC Bergmeisterschaft Nordrhein, sowie der ADAC Meisterschaften Weser-Ems und Niedersachsen. Gelegentlich wird es auch zur Luxemburger Bergmeisterschaft gewertet.

## Geschichte
Ab Mitte der 1960er Jahre suchte der MSC Osnabrück einen Ersatz für eine bis dahin ausgetragene, aber aufgrund des wachsenden Verkehrs der Nachkriegsjahre immer schwieriger zu veranstaltende Rallye-Rundfahrt um Osnabrück. Straßen, die für ein Rundstreckenrennen geeignet gewesen wären, konnten im Raum Osnabrück nicht gefunden werden, weshalb sich für ein Bergrennen entschieden wurde. Als Strecke wurde die vergleichsweise gering befahrene und einfach abzusperrende Landstraße zwischen Borgloh-Uphöfen und Bissendorf-Holte ausgewählt.
Das erste Osnabrücker Bergrennen wurde 1968 mit 144 Teilnehmern vor etwa 7.000 Zuschauern ausgetragen. 1970, nach anderen Angaben 1974, verunglückte der Osnabrücker Heinz Brosch tödlich, als er gegen einen Baum prallte. Anfang der 1970er Jahre wurden die Sicherheitsvorkehrungen rund um die Strecke verbessert. 1971 fuhren erstmals Formel-3-Fahrzeuge auf der knapp zwei Kilometer langen Strecke. Ende der 1970er-Jahre wurden schließlich doppelte Leitplanken als Streckenbegrenzung installiert. Der Versuch, Motorräder zum Bergrennen zuzulassen, musste hingegen aufgegeben werden. 1980 fuhren erstmals Formel-2-Fahrzeuge auf der Strecke. In den 1980er Jahren versuchten Naturschutzverbände, die Rennen wegen Umweltbelangen zu verhindern. Der MSC konnte jedoch eine Genehmigung der Bezirksregierung Weser-Ems erwirken.
Mit der Zeit wurde das Teilnehmerfeld immer attraktiver. So starteten bekannte Rennfahrer wie Roland Asch und Timo Glock im Showprogramm der Veranstaltung, außerdem waren Formel-3000- und DTM-Fahrzeuge wie der Mercedes-Benz 190 vertreten.
2025 zählt das Bergrennen als achter Lauf zur Europa-Bergmeisterschaft; das in den letzten Jahren in Deutschland gewertete Glasbachrennen entfällt.

## Ergebnisse und Streckenrekorde
| Jahr                      | Fahrer                    | Fahrzeug                  | Bestzeit (s)              |
| ------------------------- | ------------------------- | ------------------------- | ------------------------- |
| 2015                      | Joël Volluz               | Osella FA 30              | 52,142                    |
| 2016                      | Christian Merli           | Osella FA 30              | 51,232                    |
| 2017                      | Christian Merli           | Osella FA 30              | 51,024                    |
| 2018                      | Sébastien Petit           | Norma M20FC               | 50,145                    |
| 2019                      | Christian Merli           | Osella FA 30              | 50,055                    |
| 2020                      | (Coronabedingter Ausfall) | (Coronabedingter Ausfall) | (Coronabedingter Ausfall) |
| 2021                      | Sébastien Petit           | Nova Proto NP01           | 51,120                    |
| 2022                      | Christian Merli           | Osella FA 30              | 49,817                    |
| 2023                      | Marcel Steiner            | LobArt LA01               | 52,073                    |
| 2024                      | Patrik Zajelsnik          | Nova Proto NP01           | 50,260                    |
| neue Streckenrekorde fett |                           |                           |                           |

2016 gewann der Italiener Christian Merli in seinem Osella FA 30 das Bergrennen vor Vorjahressieger Joel Volluz (Schweiz) und Václav Janik aus Tschechien. Merli stellte mit 51,232 Sekunden einen neuen Streckenrekord auf.
2017 konnte Merli seinen eigenen Rekord aus dem Vorjahr nochmals unterbieten und gewann mit einer Zeit von 51,024 Sekunden auch das 50. Bergrennen.
Auch dieser Rekord wurde schon ein Jahr später gebrochen, als der Franzose Sébastien Petit in 50,145 Sekunden in einem Norma M20FC das Bergrennen 2018 gewann.
Beim Bergrennen 2022 brach erneut Christian Merli den allgemeinen Streckenrekord. Er fuhr schon im ersten Lauf eine Zeit von 49,817 Sekunden ein und errang später auch den Gesamtsieg.